# Żeleznowodsk
Żeleznowodsk (ros. Железноводск) – miasto w południowej Rosji przeduralskiej, w Kraju Stawropolskim, w pobliżu miasta Piatigorska. Zostało założone w roku 1842. Jest położone na południu Wyżyny Stawropolskiej, na podgórzu Wielkiego Kaukazu, na południowym, południowo-zachodnim i częściowo wschodnim zboczu góry Żeleznaja, w dolinie rzeczek Dżejmuk i Kuczuk. W mieście znajduje się uzdrowisko wchodzące w skład grupy uzdrowisk Kaukaskich Mineralnych Wód.
W 2003 roku miasto otrzymało tytuł „Najlepsze miasto Rosji” wśród małych miast.
Liczba ludności to 23,8 tys. (dane na rok 2008).

## Historia

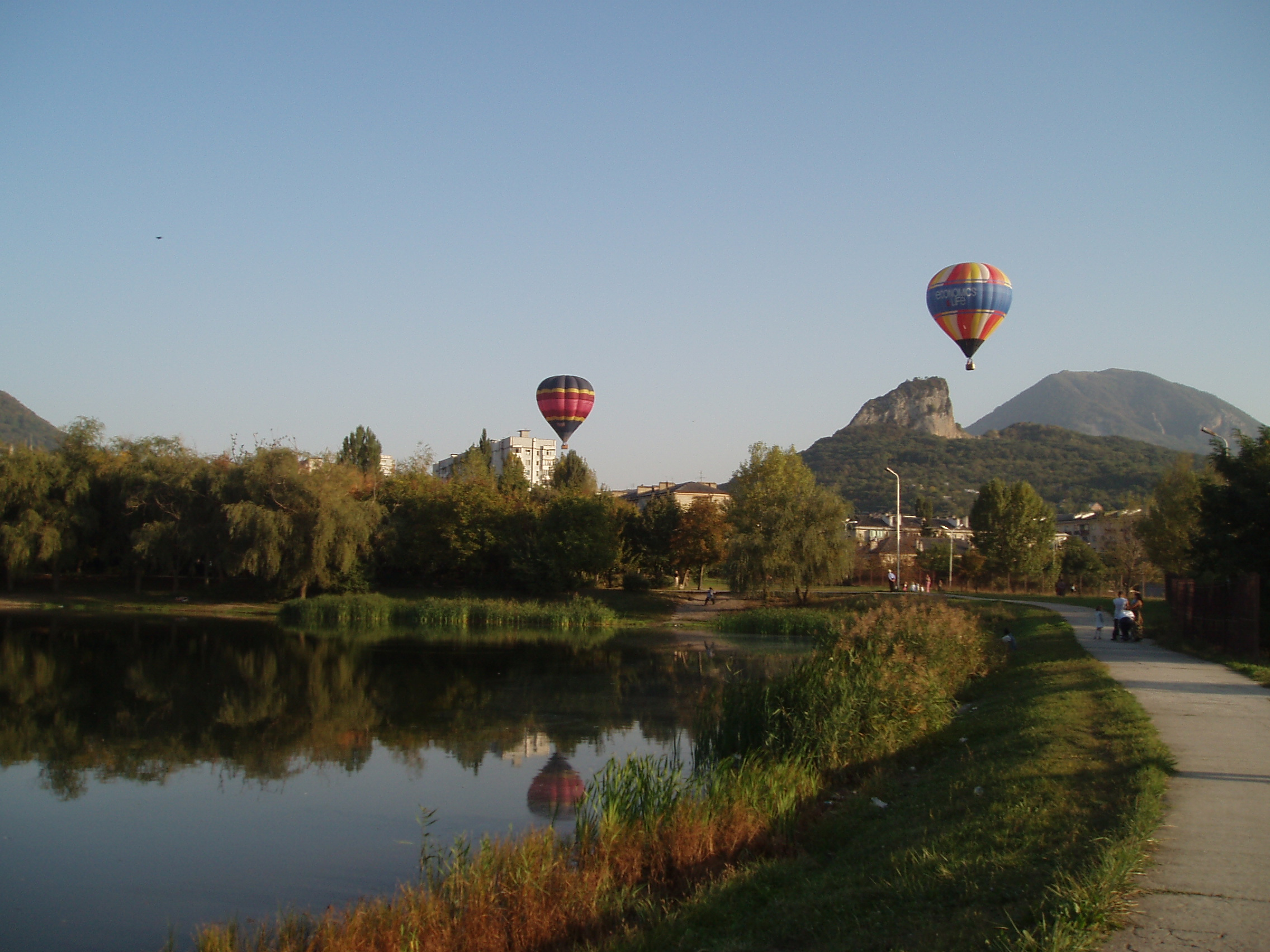
Okolice Żeleznowodska

Historia Żeleznowodska zaczyna się w XX wieku. Znany rosyjski lekarz, społecznik i humanista F.J. Haass w 1810 r. odkrył na zboczu góry Żelaznej dwa mineralne źródła. Ten dzień stał się urodzinami Żeleznowodskiego uzdrowiska.
W 1911 roku zostało tu otworzone pierwsze sanatorium dla dzieci o nazwie „Górskie powietrze”, przy którym stworzono instytut fizycznych metod leczenia. Wspaniałe górskie powietrze, mineralne wody, bogata roślinność oraz gry na powietrzu sprawiały, że dzieci szybko wracały do zdrowia.
W roku 1841 sławny rosyjski poeta Michaił Lermontow spędził ostatni dzień swojego życia w Żeleznowodsku. Stąd wyruszył na kosztujący go życie pojedynek na zboczach góry Maszuk w Piatigorsku.

## Klimat
Klimat górski podobny do klimatu Średnich Alp. Lato umiarkowanie gorące z chłodnawymi nocami i dużą liczbą słonecznych dni. W okresie zimowym nie jest zimno.

## Skład narodowościowy
- Rosjanie – 89,5%
- Ormianie – 2,3%
- Ukraińcy – 2,1%
- Grecy – 1,2%
- Azerowie – 0,6%
- Tatarzy – 0,5%